# Synagoge Lörrach

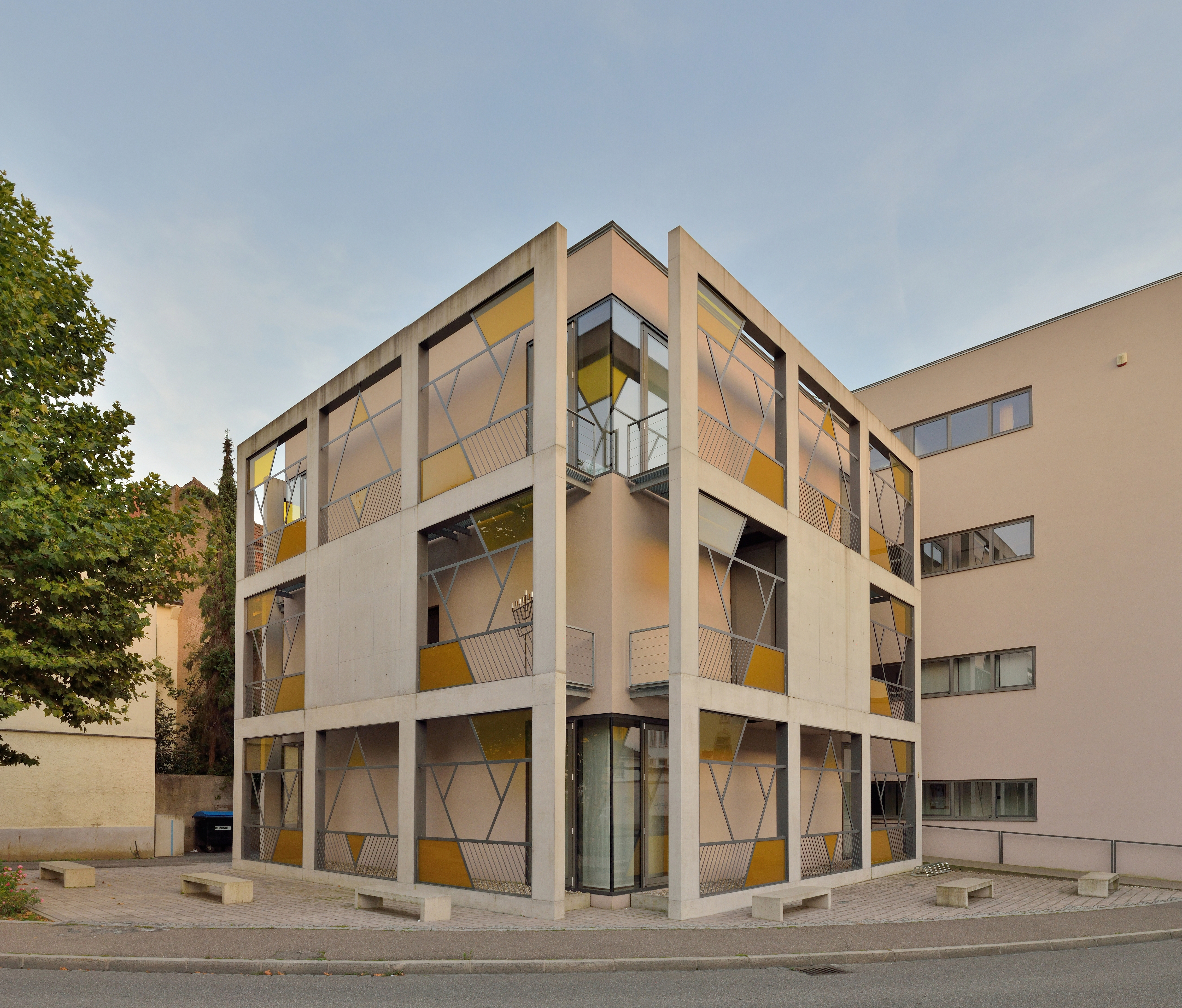
Synagoge Lörrach

Die Synagoge Lörrach ist das Gotteshaus der jüdischen Gemeinde in Lörrach. Das würfelförmige Bauwerk befindet sich in der Innenstadt an der Ecke Spital-/ Rainstraße und wurde nach einem Entwurf und unter der Leitung des Lörracher Architektenbüros Wilhelm-Hovenbitzer und Partner in den Jahren 2007 und 2008 erbaut.

## Beschreibung
Die auf einem dreieckigen Grundstück befindliche dreigeschossige Synagoge beherbergt das israelitische Gemeindezentrum. Neben dem quadratischen Gebetssaal befindet sich im Erdgeschoss ein Gemeindesaal, im ersten Obergeschoss der Gebetsraum und im zweiten Obergeschoss eine runde Frauenempore. Das ausgebaute Dachgeschoss ist der Feier des Sukkot vorbehalten. In einem Nebenbau befinden sich Küchen, Büros und eine Bibliothek.
Aus dem Hauptbaukörper springen drei quadratische Betonwände hervor, die in acht offene Quadrate und ein geschlossenes unterteilt sind und Fluchtbalkone tragen. Streben an den offenen Quadraten stellen den Davidstern dar. Einzelne Segmente dieses Strebenwerks sind teilweise mit gelbem Glas ausgefüllt. Die im Grund- und Aufriss des Bauwerks wiederkehrende Form von Quadraten und Kreisen soll die Integrität bzw. die Unendlichkeit symbolisieren. Die gesamten Baukosten beliefen sich auf 1,5 Millionen. Euro.

## Geschichte
Bei der neuen Synagoge Lörrach handelt es sich um die jahrelang diskutierte Wiedererrichtung einer Synagoge in Lörrach. Von 1808 bis zur Zerstörung bei den Novemberpogromen am 9. November 1938 bestand in Lörrach die Alte Synagoge Lörrach nördlich des Marktplatzes. An diesem Standort erinnert eine Gedenktafel aus dem Jahr 1976 sowie die Synagogengasse daran. Nach dem Zweiten Weltkrieg, insbesondere seit dem Ende der 1980er Jahre, stieg die Zahl der jüdischen Mitbürger in Lörrach wieder an, so dass 1995 eine neue Gemeinde gegründet wurde. Diese nutzte bis zum Sommer 2008 einen Betsaal am Berliner Platz. Die Gemeinde wuchs in diesem Jahr auf rund 450 Mitglieder an.
Am 28. Juni 2007 erfolgte die Grundsteinlegung der neuen Synagoge, die nach rund einjähriger Bauzeit am 9. November 2008 im Beisein des Ministerpräsidenten Baden-Württembergs, Günther Oettinger, eröffnet wurde.